# Perú en los Juegos Panamericanos de 2007
Perú fue uno de los países que participaron en los Juegos Panamericanos de Rio 2007. La delegación peruana estuvo conformada por 92 deportistas, los cuales participaron en 19 disciplinas, obteniendo 4 medallas de plata y 8 de bronce, sumando un total de 12 medallas.
| Medalla | Deporte                | Evento        | Atleta                          |
| ------- | ---------------------- | ------------- | ------------------------------- |
| Plata   | Levantamiento de Pesas | -62Kg         | Yenson Miñan                    |
| Plata   | Lucha                  | Gr -74Kg      | Sixto Barrera                   |
| Plata   | Taekwondo              | -68Kg         | Peter López                     |
| Plata   | Vela                   | Sunfish       | Alexander Zimmermann            |
| Bronce  | Badminton              | Individual    | Rivero Modenesi                 |
| Bronce  | Badminton              | Individual    | Pacheco Carrillo                |
| Bronce  | Badminton              | Dobles        | Jie Meng Valeria Rivero         |
| Bronce  | Badminton              | Dobles Mixtos | Claudia Rivero Pacheco Carrillo |
| Bronce  | Judo                   | +100Kg        | Carlos Zegarra                  |
| Bronce  | Karate                 | -60Kg         | Susana Bojaico                  |
| Bronce  | Lucha                  | Gr -66Kg      | Mario Molina                    |
| Bronce  | Lucha                  | Fs -60Kg      | Aldo Parimango                  |

| Nº | Deporte               | Atleta                 |
| -- | --------------------- | ---------------------- |
| 1  | Atletismo             | Wilma Arizapana        |
| 2  | Atletismo             | María Isabel Ferrand   |
| 3  | Atletismo             | Faustina Huamaní       |
| 4  | Atletismo             | Inés Melchor           |
| 5  | Atletismo             | Jimena Misayauri       |
| 6  | Atletismo             | Mario Bazán            |
| 7  | Atletismo             | Diego Moreno           |
| 8  | Atletismo             | Jorge McFarlane        |
| 9  | Atletismo             | Alex Tapia             |
| 10 | Atletismo             | Louis Tristán          |
| 11 | Badminton             | Cristina Aicardi       |
| 12 | Badminton             | Jie Meng               |
| 13 | Badminton             | Claudia Rivero         |
| 14 | Badminton             | Valeria Rivero         |
| 15 | Badminton             | Andrés Corpancho       |
| 16 | Badminton             | Javier Jimeno          |
| 17 | Badminton             | Rodrigo Pacheco        |
| 18 | Badminton             | Francisco Ugaz         |
| 19 | Boxeo                 | Carlos Zambrano        |
| 20 | Equitación            | Michelle Navarro       |
| 21 | Esgrima               | María Luisa Doig       |
| 22 | Esquí Acuático        | Delfina Cuglievan      |
| 23 | Esquí Acuático        | Antenor Rizo Patrón    |
| 24 | Gimnasia              | Nicole Santa María     |
| 25 | Gimnasia              | César Robles           |
| 26 | Judo                  | Juan Miguel Postigos   |
| 27 | Judo                  | Carlos Zegarra         |
| 28 | Karate                | Susana Bojaico         |
| 29 | Karate                | Gladys Eusebio         |
| 30 | Levantamiento de peso | Cristina Cornejo       |
| 31 | Levantamiento de peso | Gavy Gutiérrez         |
| 32 | Levantamiento de peso | Yenson Miñan           |
| 33 | Lucha                 | Daney Céspedes         |
| 34 | Lucha                 | Sixto Barrera          |
| 35 | Lucha                 | David Cubas            |
| 36 | Lucha                 | Mario Molina           |
| 37 | Lucha                 | Aldo Parimango         |
| 38 | Lucha                 | Jahn Rojas             |
| 39 | Lucha                 | Paul Sobrado           |
| 40 | Natación              | Massie Carrillo        |
| 41 | Natación              | Fiorella Gómez-Sánchez |
| 42 | Natación              | Nora Miró Quezada      |
| 43 | Natación              | Slavica Pavic          |
| 44 | Natación              | María Alejandra Torres |
| 45 | Natación              | Valeria Silva          |
| 46 | Natación              | Emmanuel Crescimbeni   |
| 47 | Natación              | Óscar Jahnsen          |
| 48 | Natación              | Gianmarco Mosto        |
| 49 | Remo                  | Víctor Aspillaga       |
| 50 | Remo                  | Diego Mejía            |
| 51 | Remo                  | Christopher Wilhelmi   |
| 52 | Remo                  | Manuel del Castillo    |
| 53 | Squash                | Mauricio Dasso         |
| 54 | Squash                | Andrés Duany           |
| 55 | Squash                | José Elías             |
| 56 | Taekwondo             | Lizbeth Diez Canseco   |
| 57 | Taekwondo             | Peter López            |
| 58 | Tenis                 | Iván Miranda           |
| 59 | Tenis de mesa         | Marisol Espineira      |
| 60 | Tenis de mesa         | Juan Acosta            |
| 61 | Tiro deportivo        | Gladys Seminario       |
| 62 | Tiro deportivo        | Francisco Boza         |
| 63 | Tiro deportivo        | Marco Carrillo         |
| 64 | Tiro deportivo        | Asier Cilloniz         |
| 65 | Tiro deportivo        | Martín Gálvez          |
| 66 | Tiro deportivo        | Alejandro García       |
| 67 | Tiro deportivo        | Juan Giha              |
| 68 | Tiro deportivo        | Marco Matellini        |
| 69 | Tiro deportivo        | Justo Moreno           |
| 70 | Tiro deportivo        | Marco Pacussich        |
| 71 | Tiro deportivo        | Alexander Padilla      |
| 72 | Tiro deportivo        | César Yui              |
| 73 | Vela                  | Paloma Schmidt         |
| 74 | Vela                  | Javier Arribas         |
| 75 | Vela                  | Wilfredo Lafosse       |
| 76 | Vela                  | Daniel Mendoza         |
| 77 | Vela                  | Luis Alberto Olcese    |
| 78 | Vela                  | Nicolás Schreier       |
| 79 | Vela                  | Germán Vásquez         |
| 80 | Vela                  | Alexander Zimmermann   |
| 81 | Voleibol              | Luren Baylón           |
| 82 | Voleibol              | Leyla Chihuán          |
| 83 | Voleibol              | Verónica Contreras     |
| 84 | Voleibol              | Sara Joya              |
| 85 | Voleibol              | Karla Ortiz            |
| 86 | Voleibol              | Vanessa Palacios       |
| 87 | Voleibol              | Patty Soto             |
| 88 | Voleibol              | Carla Tristán          |
| 89 | Voleibol              | Jessenia Uceda         |
| 90 | Voleibol              | Mirtha Uribe           |
| 91 | Voleibol              | Yulissa Zamudio        |
| 92 | Voleibol              | Zoila la Rosa          |